# San Alberto (Misiones)
San Alberto es una localidad argentina ubicada en el departamento Libertador General San Martín de la Provincia de Misiones. Depende administrativamente del municipio de Puerto Rico, de cuyo centro urbano dista unos 4 km. 
Por su pequeño tamaño y cercanía a Puerto Rico se lo considera un barrio de la misma. La zona sobre el río Paraná se conoce como San Alberto Puerto.
La localidad se desarrolla a lo largo de un camino que la vincula con la Ruta Nacional 12, a 1 km del río Paraná.
- Datos: Q6118256